# Johann (Glogau-Steinau)
Johann von Steinau (auch Johann von Glogau-Steinau; * 1296/1300; † 1361/1365) war von 1309 bis 1312 gemeinsam mit seinen vier Brüdern Herzog von Glogau und Herr von Großpolen. Ab 1312 bis 1318/19 war er gemeinsam mit den Brüdern Heinrich IV. und Primislaus/Primko Herzog von Glogau und ab 1323 bis etwa 1336 Herzog von Steinau. Er entstammte dem Glogauer Zweig der Schlesischen Piasten.

## Leben
Johanns Eltern waren Heinrich III. von Glogau († 1309) und Mechthild († 1318), Tochter des Herzogs Albrecht von Braunschweig-Lüneburg. 1316 und 1324 vermählte er sich mit Margareta († 1337), einer Tochter des Herzogs Bogislaw IV. von Pommern und Witwe des Herzogs Nikolaus von Rostock. Die Ehe blieb kinderlos. 
Nach dem Tod ihres Vaters Heinrich III., der neben seinen schlesischen Besitzungen zugleich Herr von fast ganz Großpolen war, erbten Johann und seine Brüder Heinrich IV. († 1342), Konrad I. († 1366), Boleslaus († 1320) und Primislaus/Primko II. († 1331) im Jahre 1309 dessen Gebiete. Diese verwalteten sie bis 1312 unter der Vormundschaft ihrer Mutter Mechthild zunächst gemeinsam. 
Um einer Zersplitterung ihrer Gebiete vorzubeugen, teilten Johann und seine Brüder ihr Erbe am 29. Februar 1312 zunächst in zwei Teile. Johann und sein ältester Bruder Heinrich sowie der jüngere Bruder Primislaus/Primko erhielten das größere westliche Gebiet mit den Städten Steinau, Sagan, Grünberg, Crossen und Posen. Ebenso gehörten ihnen Glogau, Beuthen und Freystadt, die jedoch zunächst ihrer Mutter auf deren Lebenszeit als Leibgedinge zugewiesen waren. Das östliche Gebiet mit den Städten Gnesen, Kalisz, Oels und Wohlau ging an den zweitgeborenen Konrad I. und den drittgeborenen Boleslaus zur gemeinsamen Verwaltung. Nachdem die beiden letzten schon 1314 ihre großpolnischen Gebiete an Władysław I. Ellenlang verloren hatten und Boleslaus, der seit 1312 Herzog von Oels war, 1320 starb, teilten Heinrich IV., Konrad I., Johann und Primislaus/Primko II. 1322 den Gesamtbesitz neu auf, wobei Johann Steinau erhielt.
1318 protestierte Johanns Bruder Heinrich IV. zugleich für seine Brüder und weitere schlesische Herzöge gegen die Erhebung des Peterspfennigs in der bis dahin in Schlesien nicht üblichen Form der Kopfsteuer. Der Einwand beim päpstlichen Stuhl in Avignon wurde jedoch vom Papst abgewiesen. Da die Herzöge die Zahlung weiterhin verweigerten, wurde über die Diözese Breslau ein Interdikt verhängt. Am 23. Juni 1323 wandte sich Heinrich IV. zugleich im Namen seiner Brüder unter der Titulatur „Herzog von Schlesien, Erbe des Königreichs Polen, Herr zu Glogau und Posen“ an den Papst und versicherte ihm, dass er und seine Brüder die Zahlung des Peterspfennigs in ihren Landen nun befohlen hätten. Zugleich bat er den Papst um seinen Schutz, falls der Kaiser oder der römische König ihre Lehenshoheit über Heinrichs und seiner Brüder Länder ausdehnen wollten.
Im Rahmen des Kampfs der Kurie gegen die Wittelsbacher forderte der Papst am 10. August 1325 Johann von Steinau auf, der durch seine Heirat mit den pommerschen Fürsten verbündet war,  sich der Besitznahme der Mark Brandenburg durch den Wittelsbacher Ludwig den Bayern zu widersetzen.
Mit den am 29. April 1329 und 9. Mai 1329 in Breslau ausgestellten Lehensurkunden begaben sich Johann und seine Brüder Heinrich IV. von Sagan und Konrad I. von Oels freiwillig in ein Lehensverhältnis an die Krone Böhmen, wobei ihnen besondere erbrechtliche Begünstigungen gewährt wurden. Nur ihr jüngster Bruder Primislaus/Primko weigerte sich, böhmischer Vasall zu werden, starb jedoch schon am 11. Januar 1331 durch einen Giftanschlag seiner Untertanen. Rechtmäßige Erben Primkos waren Johann und sein Bruder Heinrich IV., wobei Primkos Witwe Konstanze als Leibgedinge die Stadt Glogau zustand. Nach ihrem Tod sollte jeweils eine Stadthälfte an Johann von Steinau und seinen Bruder Heinrich IV. fallen. Allerdings hatte Johann von Steinau sein Anrecht auf seinen Erbanteil noch vor Primkos Tod an den böhmischen König Johann von Luxemburg verkauft. Dieser erschien deshalb im September 1331 in Glogau, um das Johann von Steinau abgekaufte Erbe anzutreten. Gleichzeitig setzte er sich über Heinrichs IV. Erbanspruch und Konstanzes Anrecht auf das Leibgedinge hinweg und zog das ganze Herzogtum Glogau gewaltsam als erledigten Lehen ein. Um vollendete Tatsachen zu schaffen, entband er die Bürger von ihren gegenüber den Herzögen geleisteten Eiden und bestätigte ihnen die bisherigen Privilegien. Für die Verwaltung des Herzogtums setzte er einen böhmischen Landeshauptmann ein. Dadurch wurde Glogau das erste unmittelbar Böhmen unterstehende schlesische Herzogtum. Im selben Jahr begleitete Johann von Steinau seinen Landesherrn Johann von Luxemburg auf dessen Zug gegen Polen und unterstützte ihn bei der Belagerung von Posen. 
1334 verpflichtete sich Johann von Steinau gegenüber seinen Brüdern Heinrich IV. und Konrad I. keine Gebiete mehr ohne deren Zustimmung zu verkaufen. Trotzdem vereinbarte er anlässlich eines Besuchs in Prag am 29. Januar 1336 mit dem böhmischen König Johann von Luxemburg, dass diesem nach Johanns Tod das Herzogtum Steinau im Tausch gegen die lebenslange Nutzung von halb Glogau zufallen solle. Wegen des Protestes seiner Brüder kam dieser Vertrag jedoch nicht zustande. Allerdings gelang es Johanns Brüdern nicht, die Verpfändung von Lüben an Boleslaus III. von Liegnitz abzuwenden. Um weitere Verpfändungen und Verkäufe zu verhindern, erwarben Johanns Brüder Heinrich IV. und Konrad I. 1337 das Herzogtum Steinau, wobei sie ihm dort die lebenslange Nutzung einräumten. Trotzdem verkaufte Johann im selben Jahr das Weichbild Guhrau dem böhmischen König.
Da Johann nach dem Tod seines Bruders Heinrich IV. 1342 dessen gleichnamigen Sohn und Nachfolger Heinrich V. „den Eisernen“ unterstützte, der versuchte, das seinem Vater vorenthaltene Glogauer Erbe zu erlangen und es deshalb ablehnte, dem böhmischen König Johann von Luxemburg zu huldigen, rückte dessen Sohn Markgraf Karl IV. mit seinem Heer im Glogauer Land ein. Dabei wurde er vom polnischen König Kasimir dem Großen unterstützt, der Steinau verwüstete.
Johann von Steinau hat Teile seines Besitzes aus Leichtsinn oder Verschwendungssucht mehrfach verpfändet, verkauft oder abgetreten. Ab 1358 bis zu seinem Tod 1365 wohnte er auf der Grünberger Burg. Seine restlichen Besitzungen gelangten bis auf kleine Gebiete an seinen Neffen Heinrich V. von Glogau-Sagan. Johanns Leichnam wurde in der Familiengruft des Klosters Leubus beigesetzt.